# BoA the Live 2006 – Ura BoA Kikase Kei
BoA the Live 2006 – Ura BoA Kikase Kei – album wideo koreańskiej piosenkarki BoA wydany 7 marca 2007 roku.

## Notowania na listach przebojów
| Kraj    | Lista (2007) | Najwyższa pozycja |
| ------- | ------------ | ----------------- |
| Japonia | DVD Chart    | 4                 |